# Vízová politika schengenského prostoru

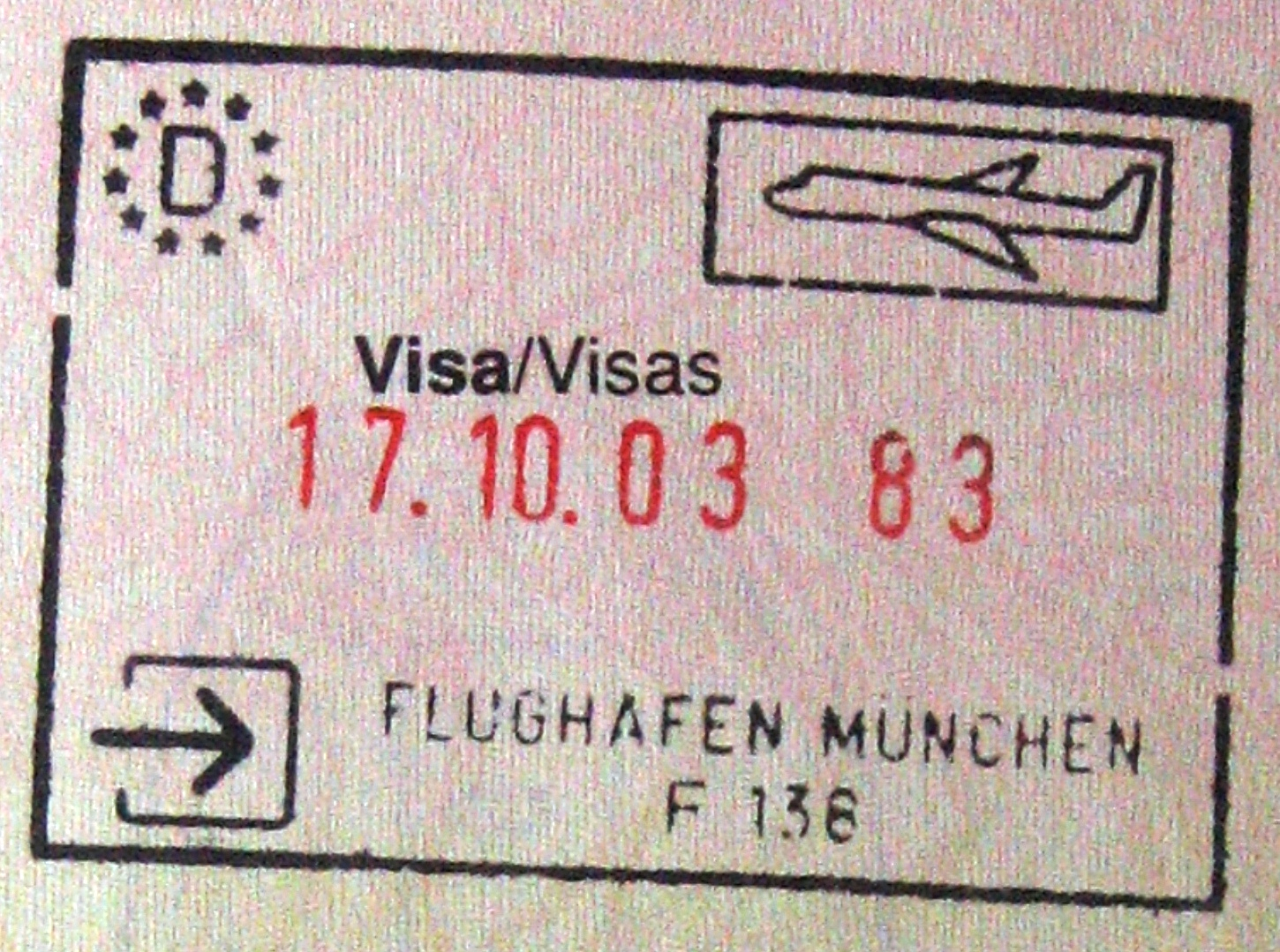
Vstupní razítko do schengenského prostoru vydané na letišti v Mnichově

Vízová politika schengenského prostoru je stanovena Evropskou unií a vztahuje se na schengenský prostor a další členské státy EU kromě Irska. Vízová politika umožňuje státním příslušníkům některých zemí vstoupit do schengenského prostoru letecky, po zemi nebo po moři bez víza pro pobyty do 90 dnů během 180denního období. Státní příslušníci některých dalších zemí musí mít vízum buď při příjezdu, nebo při tranzitu.

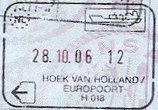
Výstupní razítko ze schengenského prostoru vydané na trajektovém terminálu Hook van Holland

Schengenský prostor se skládá z 25 členských států EU a čtyř zemí mimo EU, které jsou členy ESVO: Island, Lichtenštejnsko, Norsko a Švýcarsko. Kypr, ačkoli je členem EU, ještě není součástí schengenského prostoru, nicméně má vízovou politiku, která částečně vychází ze schengenského acquis.
Irsko odstoupilo od Schengenské dohody a místo toho uplatňuje svou vlastní vízovou politiku, stejně jako některá zámořská území členských států Schengenu.
Státní příslušníci zemí jednotného trhu EU jsou nejen osvobozeni od vízové povinnosti, ale jsou ze zákona oprávněni vstupovat a pobývat v ostatních členských zemích. Jejich právo na svobodu pohybu v ostatních členských zemích však může být omezeno ve vyhrazeném počtu situací, jak předepisují smlouvy EU.

## Vízové výjimky

Schengenský prostor
Ostatní členské státy EU a území schengenských států mimo schengenský prostor (volný pohyb v schengenském prostoru)
Vízum není nutné pro krátkodobé pobyty v schengenském prostoru, obvykle 90 dní v jakémkoli 180denním období (EU 2018/1806 příloha II)
Pro vstup do schengenského prostoru a pro průjezd některými schengenskými zeměmi v některých případech vyžadováno vízum (EU 2018/1806 příloha I)
Vízum nutné pro vstup do jakékoli schengenské země nebo při tranzitu (příloha IV EC 810/2009)

### Svoboda pohybu
- Občané Evropské unie
- Občané členských států ESVO

| Pravidla pro svobodu pohybu |
| --- |
| Směrnice 2004/38/ES definuje právo na volný pohyb občanů Evropského hospodářského prostoru (EHP), který zahrnuje Evropskou unii (EU) a tři členy Evropského sdružení volného obchodu (ESVO), Island, Norsko a Lichtenštejnsko. Švýcarsko, které je členem ESVO, ale není členem EHP, není směrnicí vázáno, ale má samostatnou bilaterální dohodu o volném pohybu s EU. Volný pohyb mezi Švýcarskem a ostatními zeměmi ESVO probíhá v souladu s úmluvou ESVO. Všechny tyto země tvoří jednotný trh EU. Státní příslušníci všech států jednotného trhu EU, kteří jsou držiteli platného cestovního pasu, pasového průkazu nebo občanského průkazu, mohou vzájemně vstupovat, pobývat a pracovat na území dalšího členského států bez víza. Nejsou-li schopni na hranici předložit platný cestovní pas nebo občanský průkaz, musí jim být přesto poskytnuta přiměřená příležitost získat potřebné dokumenty nebo si je nechat v přiměřené lhůtě přinést nebo doložit či prokázat jinými prostředky, že se na ně vztahuje právo volného pohybu. |